# Paraturbanella brevicaudata
Paraturbanella brevicaudata is een buikharige uit de familie Turbanellidae. Het dier komt uit het geslacht Paraturbanella. Paraturbanella brevicaudata werd in 1991 voor het eerst wetenschappelijk beschreven door Rao. 